# Засадбрег
Засадбрег је насељено место у саставу општине Свети Јурај на Брегу у Међимурској жупанији, Хрватска. До територијалне реорганизације у Хрватској налазио се у саставу старе општине Чаковец.

## Становништво
На попису становништва 2011. године, Засадбрег је имао 841 становника.

## Попис1991.
На попису становништва 1991. године, насељено место Засадбрег је имало 897 становника, следећег националног састава:
| Попис 1991.‍ | Попис 1991.‍ | Попис 1991.‍ | Попис 1991.‍ | Попис 1991.‍ |
| ----------- | ----------- | ----------- | ----------- | ----------- |
|             |             |             |             |             |
| Хрвати      | Хрвати      |             | 863         | 96,20%      |
| Словенци    | Словенци    |             | 5           | 0,55%       |
| Југословени | Југословени |             | 4           | 0,44%       |
| Муслимани   | Муслимани   |             | 2           | 0,22%       |
| Срби        | Срби        |             | 1           | 0,11%       |
| непознато   | непознато   |             | 22          | 2,45%       |
| укупно: 897 |             |             |             |             |